# Vice-Premier ministre d'Algérie
Le Vice-Premier ministre d'Algérie est un poste extra-constitutionnel du gouvernement algérien. Il a été successivement occupé par Noureddine Yazid Zerhouni de 2010 à 2012 puis Ramtane Lamamra en 2019.

## Liste
| –                                                   |  | Krim Belkacem (1922-1970)             | 19 septembre 1958 | 4 août 1962      | 3 ans, 10 mois et 16 jours |  | FLN  |
| –                                                   |  | Ahmed Ben Bella (1916-2012)           | 19 septembre 1958 | 4 août 1962      | 3 ans, 10 mois et 16 jours |  | FLN  |
| –                                                   |  | Mohamed Boudiaf (1919-1992)           | 9 août 1961       | 4 août 1962      | 11 mois et 26 jours        |  | FLN  |
| Vice-président du Conseil des ministres (1962-1965) |  |                                       |                   |                  |                            |  |      |
| 1                                                   |  | Rabah Bitat (1925-2000)               | 27 septembre 1962 | novembre 1963    | 1 an, 1 mois et 23 jours   |  | FLN  |
| 2                                                   |  | Houari Boumédiène (1932-1978)         | 16 mai 1963       | 19 juin 1965     | 2 ans, 1 mois et 3 jours   |  | FLN  |
| 2                                                   |  | Saïd Mohammedi (1912-1992)            | 16 mai 1963       | 19 juin 1965     | 2 ans, 1 mois et 3 jours   |  | FLN  |
| Fonction vacante                                    |  |                                       |                   |                  |                            |  |      |
| Vice-Premier ministre (depuis 2010)                 |  |                                       |                   |                  |                            |  |      |
| 4                                                   |  | Noureddine Yazid Zerhouni (1936-2020) | 28 mai 2010       | 3 septembre 2012 | 2 ans, 3 mois et 6 jours   |  | FLN  |
| Fonction vacante                                    |  |                                       |                   |                  |                            |  |      |
| 5                                                   |  | Ramtane Lamamra (né en 1952)          | 13 mars 2019      | 2 avril 2019     | 20 jours                   |  | Sans |
| Fonction vacante                                    |  |                                       |                   |                  |                            |  |      |